# Jean Bobet
Jean Bobet (Saint-Méen-le-Grand, 22 febbraio 1930 – Lorient, 29 luglio 2022) è stato un ciclista su strada francese.
Professionista dal 1949 al 1959 vinse la Parigi-Nizza del 1955. Suo fratello maggiore era Louison Bobet, grande campione francese vincitore di tre edizioni del Tour de France e di una edizione dei Campionati mondiali, oltre che di numerose "classiche".

## Carriera
Corse sotto l'ombra del fratello, scortandolo in alcune occasioni come gregario. Famoso fu l'episodio del Giro d'Italia 1957 quando consigliò a Louison di attaccare Charly Gaul, in maglia rosa, fermo per una sosta fisiologica, durante la Como-Monte Bondone, facendogli perdere la testa della classifica a favore di Gastone Nencini.
Con quell'attacco Jean si attirò le ire di Gaul che vinse la tappa del giorno successivo ma che non poté comunque riconquistare il primo posto nella generale. Il Giro lo vinse Nencini con diciannove secondi di vantaggio su Louison. Jean terminerà la corsa rosa in venticinquesima posizione.
Ottenne comunque alcuni risultati personali importanti come il secondo posto al Grand Prix de Ouest-France 1952, il quarto posto nel Giro delle Fiandre 1953, il terzo posto nella Milano-Sanremo del 1955 e il quinto alla Freccia Vallone 1957.
Discreto cronoman ottenne nel 1952 due quarti posti, al Grand Prix des Nations e al Trofeo Baracchi, mentre l'anno successivo "creò" e stabilì il record dell'ora dietro derny.
Finita la carriera ciclistica, ha lavorato come giornalista per radio, televisioni e giornali francesi e lussemburghesi. Ha anche intrapreso l'attività di scrittore lavorando soprattutto su argomenti legati al ciclismo. Una sua opera è la biografia del fratello Louison dal titolo Louison Bobet, une vélobiographie.

## Palmarès
- 1951 (dilettanti)

Classifica generale Tour de l'Orne
Lannion-Rennes
2ª tappa Prix de l'Éclaireur de Châteaubriant
Circuit de la Vallée de la Loire (Gara professionisti)
- 1953

Classifica generale Circuit du Morbihan
Grand Prix de l'Europe à Lyon
Grand Prix Clotûre du C.C. Rennais
- 1955

1ª tappa Parigi-Nizza
Classifica generale Parigi-Nizza
- 1956

Genova-Nizza

### Altri successi
- 1949 (dilettanti)

Campionati mondiali universitari, Prova in linea
Campionati mondiali universitari, Cronosquadre
- 1950 (dilettanti)

Campionati mondiali universitari, Prova in linea
- 1952

Criterium di Hautmont
Criterium di Dinam
- 1953

Record dell'Ora dietro Derny
- 1955

Criterium di Scaer
- 1955

10ª tappa, 1ª semitappa Vuelta a España (Cronosquadre)
- 1959

Criterium di Lodève

## Piazzamenti

### Grandi Giri
- Tour de France

1955: 16º
1957: 15º
- Giro d'Italia

1953: ritirato
1957: 25º
1958: ritirato
- Vuelta a España

1956: ritirato

### Classiche monumento
- Milano-Sanremo

1955: 3º
1956: 73º
1957: 17º
- Giro delle Fiandre

1953: 4º
- Parigi-Roubaix

1952: 28º
1953: 30º
1955: 38º
1956: 23º
1957: 38º
1958: 64º
1959: 66º
- Liegi-Bastogne-Liegi

1952: 28º
- Giro di Lombardia

1952: 33º
1955: 11º

### Competizioni mondiali
- Campionati del mondo

Frascati 1955 - In linea: ritirato